# Kościół Wniebowzięcia Najświętszej Marii Panny w Woli Radziszowskiej
Kościół w Woli Radziszowskiej – zabytkowy drewniany kościół pw. Wniebowzięcia Najświętszej Marii Panny, znajdujący się w Woli Radziszowskiej, w gminie Skawina, w powiecie krakowskim.
Obiekt został wpisany do rejestru zabytków nieruchomych województwa małopolskiego. Kościół znajduje się na Szlaku Architektury Drewnianej województwa małopolskiego.

## Historia
Kościół wybudowany na przełomie XV i XVI stulecia, natomiast wieże dobudowano na przełomie XVI i XVII wieku.

## Architektura
Świątynia wybudowana w stylu późnogotyckim, wieża pokryta hełmem ostrosłupowym z czterema narożnymi wieżyczkami. Wewnątrz na ścianach polichromia o motywach figuralnych z 1893 roku.

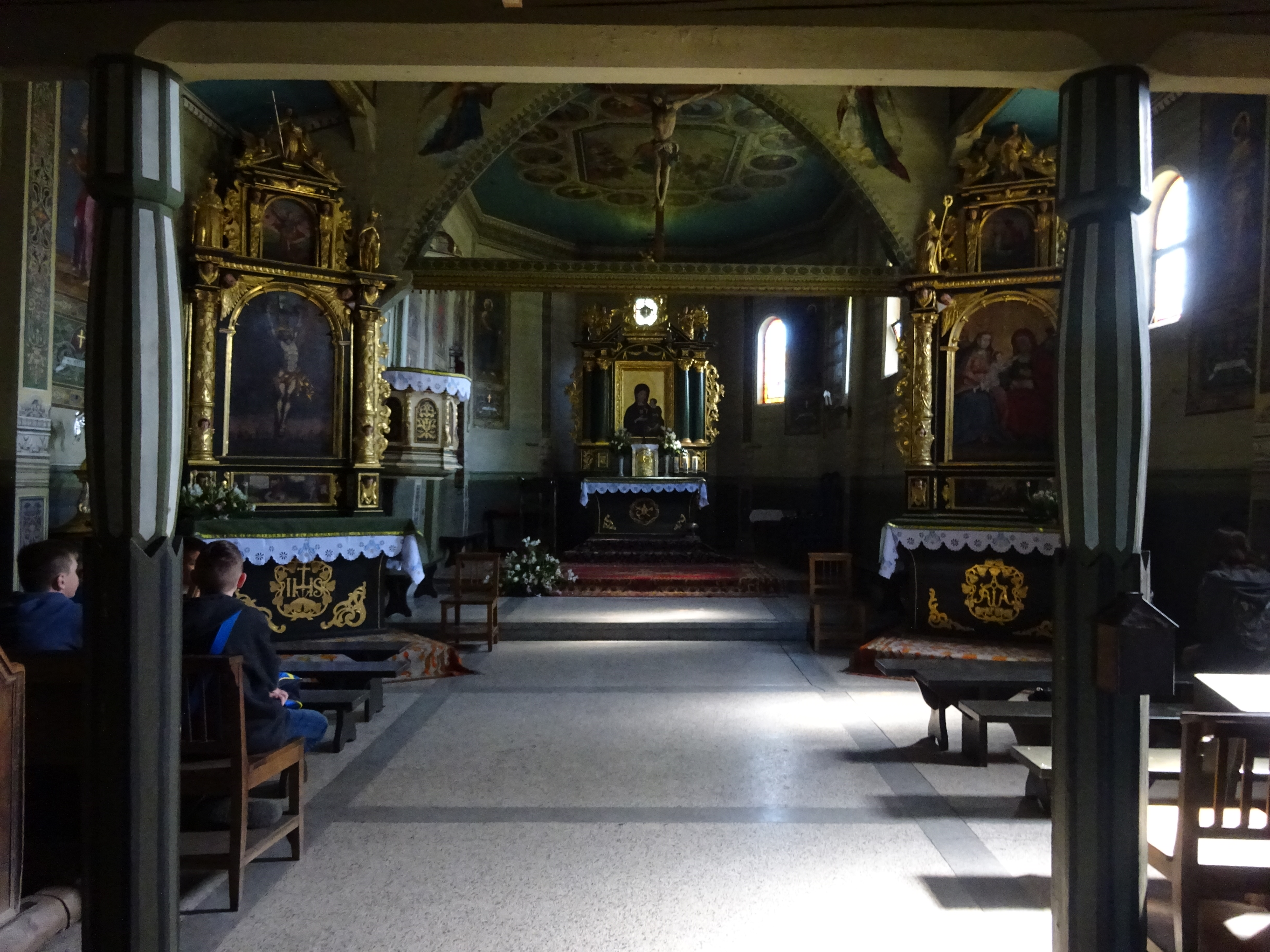
Wnętrze kościoła
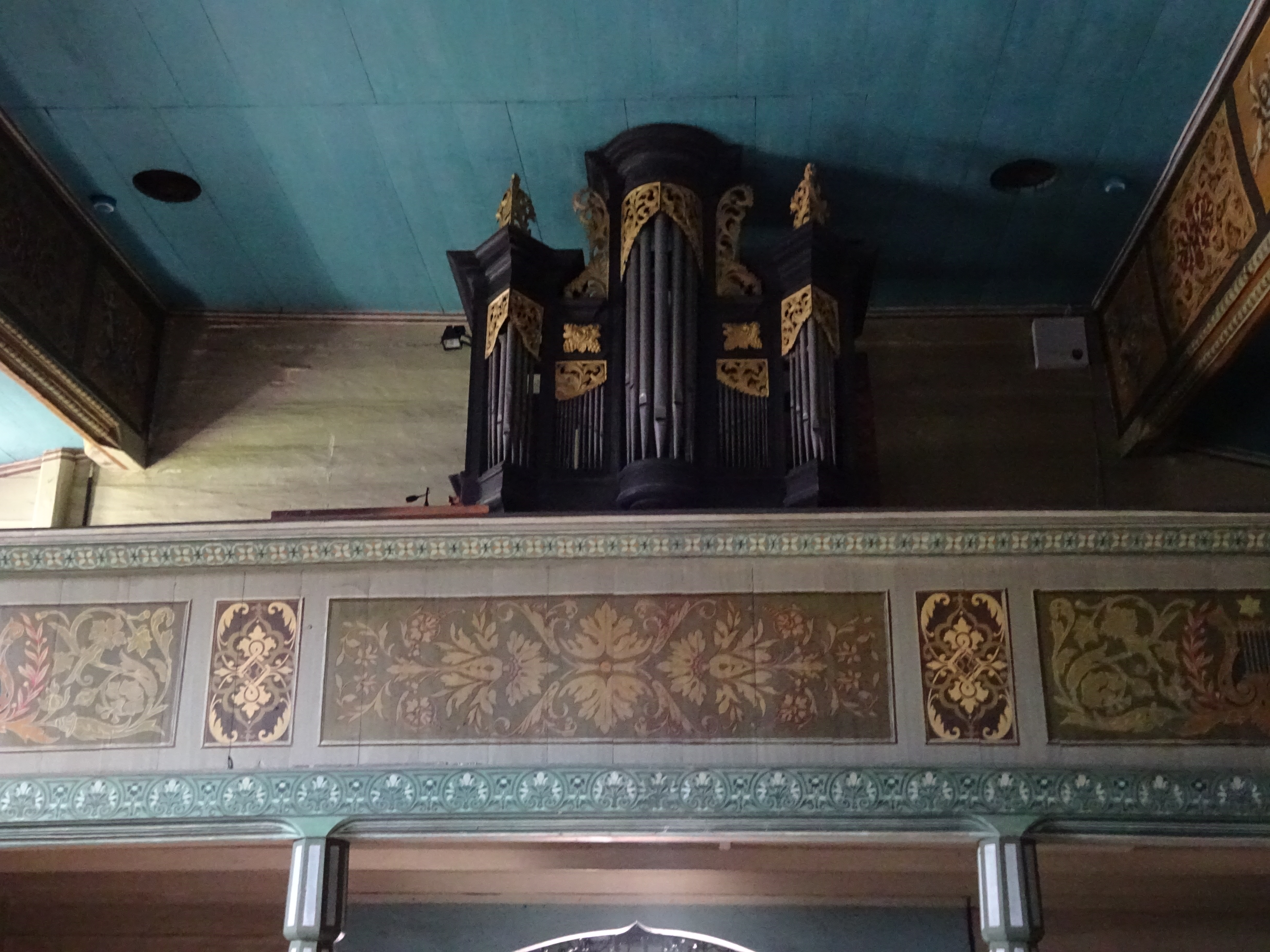
Chór i organy